# Сулуторський сільський округ
Сулуто́рський сільський округ (каз. Сұлуторы ауылдық округі, рос. Сулуторский сельский округ) — адміністративна одиниця у складі Кордайського району Жамбильської області Казахстану. Адміністративний центр — село Сулутори.
Населення — 981 особа (2021; 1283 у 2009, 1764 у 1999, 2119 у 1989).
Станом на 1989 рік існувала Малоархангельська сільська рада (села Горнонікольське, Малоархангельське). 1997 року Сулуторський сільський округ був ліквідований та приєднаний до складу Улкенсулуторського сільського округу, однак 2004 року округ був відновлений.

## Склад
До складу округу входять такі населені пункти:
| Населений пункт | Старі назви       | Населення, осіб (1989) | Населення, осіб (1999) | Населення, осіб (2009) | Населення, осіб (2021) |
| --------------- | ----------------- | ---------------------- | ---------------------- | ---------------------- | ---------------------- |
| Коктобе, село   | Горнонікольське   | 455                    | 418                    | 317                    | 230                    |
| Сулутори, село  | Малоархангельське | 1664                   | 1346                   | 966                    | 751                    |